# NGC 6599
NGC 6599 (również NGC 6600, PGC 61655 lub UGC 11178) – galaktyka soczewkowata (S0), znajdująca się w gwiazdozbiorze Herkulesa.
Prawdopodobnie odkrył ją Albert Marth 6 czerwca 1864 roku, podana przez niego pozycja była jednak niedokładna, stąd brak pewności, czy rzeczywiście ten obiekt wtedy zaobserwował. 27 lipca 1877 roku galaktykę obserwował Édouard Jean-Marie Stephan. John Dreyer w swoim New General Catalogue skatalogował obserwację Martha jako NGC 6600, a Stephana jako NGC 6599.